# Imre Gedővári
Imre Gedővári (Budapest, 1º luglio 1951 – Budapest, 22 maggio 2014) è stato uno schermidore ungherese, vincitore di una medaglia d'oro e due di bronzo nella scherma ai giochi olimpici. Vincitore anche di 4 Coppe del Mondo di scherma.